# Vecinul meu Totoro

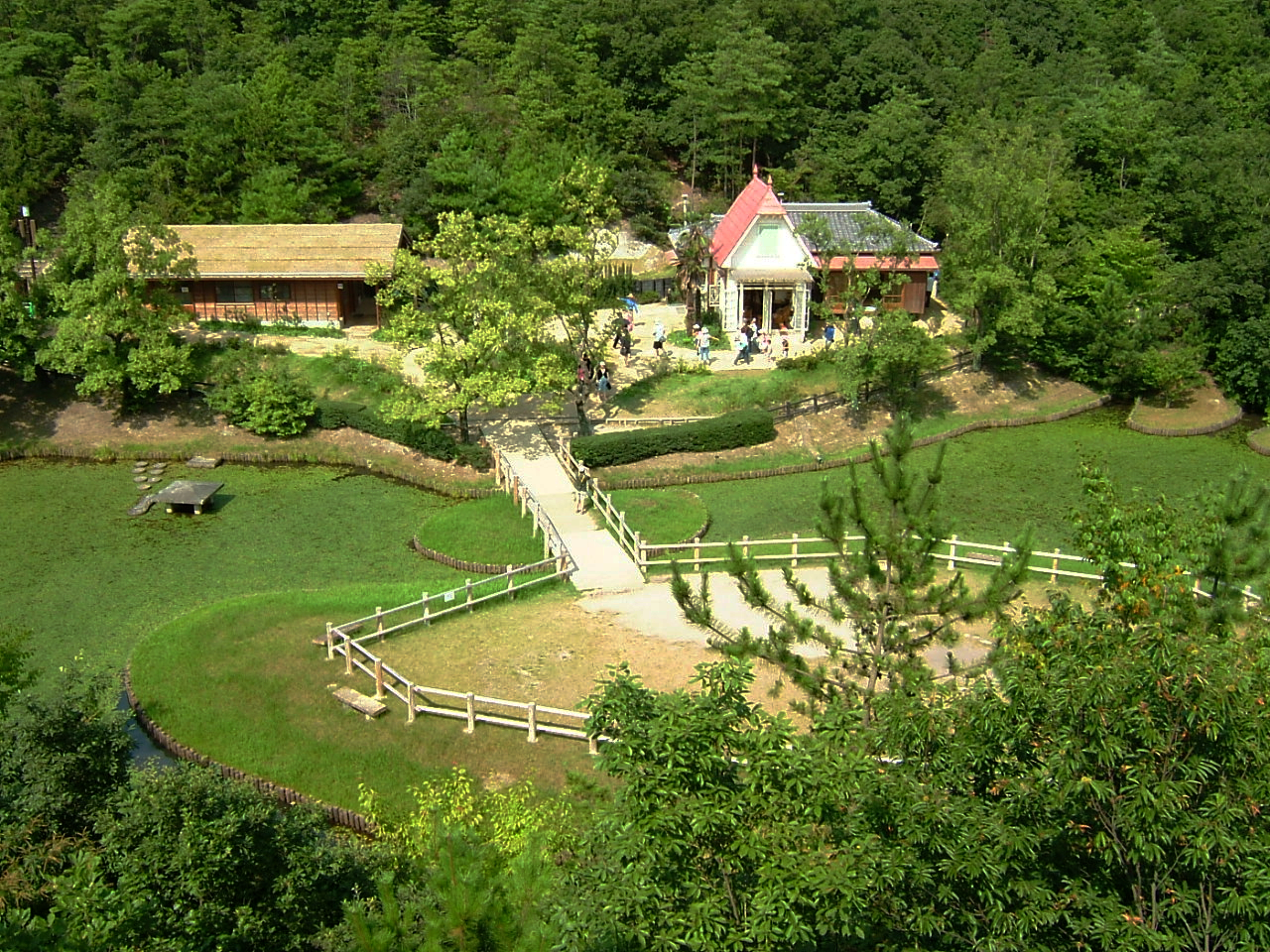
Casa reconstruită unde au locuit Satsuki şi Mei, protagonistele filmului

Vecinul meu Totoro (în japoneză となりのトトロ, Tonari no Totoro) este un film de animație lansat în 1988 produs și regizat de Hayao Miyazaki, fiind o creație de marcă a Studio Ghibli. Disney a produs o versiune a benzii sonore în limba engleză, în care personajele principale erau interpretate de Dakota Fanning și Elle Fanning pe 7 martie 2006.

## Distribuție
| Personaj                                    | Vers. japoneză      | Vers. engleză (Tokuma/Streamline/50th Street Films, 1989/1993) | Vers. engleză (Walt Disney Home Entertainment, 2005) |
| ------------------------------------------- | ------------------- | -------------------------------------------------------------- | ---------------------------------------------------- |
| Satsuki Kusakabe (草壁 サツキ?) (la 10 ani) | Noriko Hidaka       | Lisa Michelson                                                 | Dakota Fanning                                       |
| Mei Kusakabe (草壁 メイ?) (la 4 ani)        | Chika Sakamoto      | Cheryl Chase                                                   | Elle Fanning                                         |
| Tatsuo Kusakabe (草壁 タツオ?) (tată)       | Shigesato Itoi      | Greg Snegoff                                                   | Tim Daly                                             |
| Yasuko Kusakabe (草壁 靖子?) (mamă)         | Sumi Shimamoto      | Alexandra Kenworthy                                            | Lea Salonga                                          |
| Totoro (トトロ?)                            | Hitoshi Takagi      | N/A                                                            | Frank Welker                                         |
| Kanta Ōgaki (大垣 勘太?) (a local boy)      | Toshiyuki Amagasa   | Kenneth Hartman                                                | Paul Butcher                                         |
| Granny (祖母?) (Bonă în dublarea din 1993)  | Tanie Kitabayashi   | Natalie Core                                                   | Pat Carroll                                          |
| Catbus (ネコバス Nekobasu?)                 | Naoki Tatsuta       | Carl Macek (nemenționat)                                       | Frank Welker                                         |
| Michiko (ミチ子?)                           | Chie Kōjiro         | Brianne Siddall (nemenționat)                                  | Ashley Rose Orr                                      |
| Mrs. Ogaki (Kanta's mother)                 | Hiroko Maruyama     | Melanie MacQueen                                               | Kath Soucie                                          |
| Mr. Ogaki (Kanta's father)                  | Masashi Hirose      | Steve Kramer                                                   | David Midthunder                                     |
| Old Farmer                                  | N/A                 | Steve Kramer                                                   | Peter Renaday                                        |
| Miss Hara (Satsuki's teacher)               | Machiko Washio      | Edie Mirman (nemenționat)                                      | Tress MacNeille (nemenționat)                        |
| Kanta's Aunt                                | Reiko Suzuki        | Edie Mirman (nemenționat)                                      | Russi Taylor                                         |
| Otoko                                       | Daiki Nakamura      | Kerrigan Mahan (nemenționat)                                   | Matt Adler                                           |
| Ryōko                                       | Yūko Mizutani       | Lara Cody                                                      | Bridget Hoffman                                      |
| Bus Attendant                               | N/A                 | Lara Cody                                                      | Kath Soucie                                          |
| Mailman                                     | Tomomichi Nishimura | Doug Stone (nemenționat)                                       | Robert Clotworthy                                    |
| Moving Man                                  | Shigeru Chiba       | Greg Snegoff                                                   | Newell Alexander                                     |

## Legături externe
- Tonari no Totoro la Cinemagia.ro